# Pierre Versins
Pierre Versins, né Jacques Jean Gaston Eugène Chamson à Strasbourg le 12 janvier 1923 et mort à Avignon le 19 avril 2001, est un écrivain, essayiste et spécialiste de science-fiction français.

## Biographie
Neveu de l'écrivain André Chamson, Pierre Versins — qui ne s'appelle pas encore ainsi, mais il prendra, en devenant écrivain, un pseudonyme pour ne pas gêner son oncle académicien — est impliqué dans la résistance, arrêté et déporté dans un camp de concentration, à savoir Auschwitz dont il porte le matricule tatoué sur l'avant-bras gauche.
Accueilli en Suisse en 1952, il séjourne à Leysin pour se remettre des vicissitudes de la guerre. On lui apporte de France les quatre premiers volumes de la collection « Anticipation » que viennent de publier les éditions Fleuve noir. Ces quatre volumes sont aujourd'hui visibles dans la bibliothèque de la Maison d'Ailleurs. Quelques mois avant, Hachette/Gallimard avaient créé « Le Rayon fantastique ». En octobre 1953 sort le no 1 de la revue Fiction.
En 1956, Pierre Versins, établi alors à Lausanne, rencontre quelques passionnés du genre. Et pour mieux discuter de cet engouement commun, il fonde le Club Futopia, dont il est le président. En novembre 1956 sort le no 1 de la revue Ailleurs, réservée aux « Futopiens » et ancêtre des fanzines français. Le nombre des membres croît très vite, partis de six Lausannois, ils se retrouvent près de 200, dont une majorité de français et quelques collectionneurs acharnés dont le virus va contaminer beaucoup d'autres.
Les livres et les objets s'accumulent. Il ratisse large, passant au peigne fin des boutiques entières et des dépôts à la recherche de merveilles, comme les œuvres de Raymond Roussel, aujourd'hui rééditées mais alors introuvables. L'appartement ne peut plus tout abriter. Il déménage, cherchant des murs pour y installer ses bibliothèques. Une grande exposition de ses collections est organisée en 1967, à la Kunsthalle de Berne, grâce à son conservateur éclairé Harald Szeemann. L'exposition est montrée la même année à Paris, au musée des Arts décoratifs(dans une aile du Louvre) et, en 1968, à Düsseldorf.
Puis Versins s'installe dans une ferme à Rovray où il met la dernière main à son encyclopédie. En 1959, il lance la première bibliographie systématique de la science-fiction, Les Marges, qui est interrompue à la lettre A. Ce travail est repris à la fin des années 1960 et donne lieu en 1972 à la publication de l' Encyclopédie de l'utopie et de la science fiction dont un index est ajouté aux 1 000 pages dans une réédition de 1984. La collection s'accroît toujours. Il décide alors, en 1975, d'en offrir la totalité à la ville d'Yverdon-les-Bains, à charge pour elle de fournir les locaux qui en feront un musée, la Maison d'Ailleurs. Il n'a pas oublié « Ailleurs » qui unissait les Futopiens dont beaucoup fournirent eux aussi quelques pièces rares pour compléter les collections versiniennes, en particulier Jacques Bergier et, plus tard, Forrest J. Ackerman, le plus grand collectionneur des États-Unis. Ainsi est inaugurée le 1er mai 1976 la Maison d'Ailleurs, réunissant alors environ 20 000 documents et objets rattachés à la science-fiction et à son imagerie (affiches, œuvres d'art, jouets, disques, etc.), ainsi que 40 000 livres dont certains anciens ou très rares, rassemblés en 25 ans.
Pierre Versins meurt le jeudi 19 avril 2001 à 8 h 35, à l'hôpital d'Avignon alors qu'il est soigné pour une bronchite chronique. Il est inhumé au cimetière de Montfavet (carré 24).

## Postérité
Un prix Versins du « meilleur » plus mauvais calembour est décerné lors de chaque convention nationale de science-fiction.[réf. nécessaire]

## Citations
« La science fiction est un univers plus grand que l'univers connu… Elle invente ce qui a peut-être été, ce qui est sans que nul ne le sache, et ce qui sera ou pourrait être… Elle est avertissement et prévision, sombre et éclairante… Elle est le rêve d'une réalité autre et la réalisation des rêves les plus fous… »

— Pierre Versins

## Œuvres

### Romans
- 1951 : L'invasion des discoboles paru en feuilleton, du 22 juin au 9 novembre 1951, dans l'hebdomadaire Radio-Je vois tout de Lausanne[11]
- 1954 : En avant, Mars paru en 1979 aux éditions Kesselring
- 1954 : Les étoiles ne s'en foutent pas paru en 1980 aux éditions Kesselring
- 1956 : Le Professeur
- 1971 : Les Transhumains paru en 1980 aux éditions Kesselring

### Essais
- Encyclopédie de l'utopie, des voyages extraordinaires et de la science-fiction, L'Âge d'Homme, 1972  (ISBN 2-82512-965-8) ; rééd. 1984
- Outrepart, anthologie d'utopies, éd. L'Âge d'Homme, 1990  (ISBN 2-82512-966-6)

### Nouvelles
- Ceux d'Argos, janvier 1959 (avec Martine Thomé)

### Radio
- L'intégrale de l'émission La Voix au chapitre du 25 janvier 1973

### Sources
- « Pierre Versins », sur la base de données des personnalités vaudoises sur la plateforme « Patrinum » de la Bibliothèque cantonale et universitaire de Lausanne.
- 24 Heures, 2001/04/20 & 2002/09/18
- Le Temps, 2001/04/21
- Pharts, no 28/2001
- Maison d'Ailleurs | Histoire
- Hommage à Pierre Versins
- Pierre Versins | Quarante-Deux, entretiens avec Philippe Curval